# گمینا بودره
گمینا بودره (به لهستانی:  Gmina Budry) یک گمینا در لهستان است که در شهرستان ونگوژوو واقع شده‌است. گمینا بودره ۱۷۵٫۰۲ کیلومتر مربع مساحت و ۳٬۰۵۱ نفر جمعیت دارد.